# Distrito de Luanda
O Distrito de Luanda era um dos distritos ou governos administrativos de que se compunha a colónia portuguesa de Angola. Surgido no século XVII, foi uma das mais antigas e a mais longeva unidade administrativa de primeiro nível de Angola. Foi substituída, de jure, em 1934, pela província de Luanda, e; de facto em 1972.
Em 1861 estendia-se então desde a foz do rio Lifune até Novo Redondo, compondo-se de dez concelhos: o da cidade de São Paulo de Luanda, capital da província, e os da Barra do Bengo, Barra do Dande, Libongo, Alto Dande, Icollo e Bengo, Zenga do Golungo, Muxima, Calumbo e Novo Redondo.
Júlio Garcês de Lencastre foi governador deste distrito.